# Lista de artistas e músicas participantes no Festival Eurovisão da Canção (E-H)
Esta é uma lista que mostra todos os artistas e canções que concorreram ao Festival Eurovisão da Canção, organizados por país. Ao longo de 54 anos de Festival, foram apresentadas 1151 canções ao concurso, num total de 57,55 horas de música.
| País          | Edição | Selecção                                 | Artista                             | Canção                                      | Tradução em Português                      | Idioma           | Pontos          | Lugar           |
| ------------- | ------ | ---------------------------------------- | ----------------------------------- | ------------------------------------------- | ------------------------------------------ | ---------------- | --------------- | --------------- |
| Eslováquia    | 1994   | Selecção Interna de 1994                 | Tublatanka                          | “Nekonečná pieseň”                          |                                            |                  | SF: - / F: -    | SF: - / F: -    |
| Eslováquia    | 1996   | Selecção Interna de 1996                 | Marcel Palonder                     | “Kým nás máš”                               |                                            |                  | SF: - / F: -    | SF: - / F: -    |
| Eslováquia    | 1998   | Selecção Interna de 1998                 | Katarína Hasprová                   | “Modlitba”                                  |                                            |                  | SF: - / F: -    | SF: - / F: -    |
| Eslováquia    | 2009   | Eurosong 2009                            | Kamil Mikulčík & Nela Pocisková     | “Let' tmou”                                 |                                            |                  | SF: - / F: -    | SF: - / F: -    |
| Eslovénia     | 1993   | Sloveski izbor za pesem- Evrovizije 1993 | 1X Band                             | "Tih deževen dan"                           |                                            |                  | SF: - / F: -    | SF: - / F: -"   |
| Eslovénia     | 1995   | Sloveski izbor za pesem- Evrovizije 1995 | Darja Švajger                       | Prisluhni mi"                               |                                            |                  | SF: - / F: -    | SF: - / F: -"   |
| Eslovénia     | 1996   | EMA 1996                                 | Regina                              | "Dan najlepših sanj"                        |                                            |                  | SF: - / F: -    | SF: - / F: -    |
| Eslovénia     | 1997   | EMA 1997                                 | Tanja Ribič                         | "Zbudi se"                                  |                                            |                  | SF: - / F: -    | SF: - / F: -    |
| Eslovénia     | 1998   | EMA 1998                                 | Vili Resnik                         | "Naj bogovi slišijo"                        |                                            |                  | SF: - / F: -    | SF: - / F: -    |
| Eslovénia     | 1999   | EMA 1999                                 | Darja Švajger                       | "For A Thousand Years"                      |                                            |                  | SF: - / F: -    | SF: - / F: -    |
| Eslovénia     | 2001   | EMA 2001                                 | Nuša Derenda                        | "Energy"                                    |                                            |                  | SF: - / F: -    | SF: - / F: -    |
| Eslovénia     | 2002   | EMA 2002                                 | Sestre                              | "Samo ljubezen"                             |                                            |                  | SF: - / F: -    | SF: - / F: -    |
| Eslovénia     | 2003   | EMA 2003                                 | Karmen Stavec                       | "Nanana"                                    |                                            |                  | SF: - / F: -    | SF: - / F: -    |
| Eslovénia     | 2004   | EMA 2004                                 | Platin                              | "Stay Forever"                              |                                            |                  | SF: - / F: -    | SF: - / F: -    |
| Eslovénia     | 2005   | EMA 2005                                 | Omar Naber                          | "Stop"                                      |                                            |                  | SF: - / F: -    | SF: - / F: -    |
| Eslovénia     | 2006   | EMA 2006                                 | Anžej Dežan                         | "Mr Nobody"                                 |                                            |                  | SF: - / F: -    | SF: - / F: -    |
| Eslovénia     | 2007   | EMA 2007                                 | Alenka Gotar                        | "Cvet z juga"                               |                                            |                  | SF: - / F: -    | SF: - / F: -    |
| Eslovénia     | 2008   | EMA 2008                                 | Rebeka Dremelj                      | "Vrag naj vzame"                            |                                            |                  | SF: - / F: -    | SF: - / F: -    |
| Eslovénia     | 2009   | EMA 2009                                 | Quartissimo feat. Martina Majerle   | "Love Symphony"                             |                                            |                  | SF: - / F: -    | SF: - / F: -    |
| Espanha       | 1961   | Pasaporte a Cannes (1961)                | Conchita Bautista                   | "Estando contigo"                           | Estando Contigo                            | Espanhol         | SF: - / F: –    | SF: - / F: –n   |
| Espanha       | 1962   | Pasaporte a Luxemburgo (1962)            | Víctor Balaguer                     | "Llámame"                                   | Fala-me                                    | Espanhol         | SF: - / F: –    | SF: - / F: –    |
| Espanha       | 1963   | Selecção Interna de 1963                 | José Guardiola                      | "Algo prodigioso"                           | Algo prodigioso                            | Espanhol         | SF: - / F: –    | SF: - / F: –    |
| Espanha       | 1964   | Pasaporte a Copenhague (1964)            | Tim, Nelly & Tony                   | "Caracola"                                  | Concha                                     | Espanhol         | SF: - / F: –    | SF: - / F: –'   |
| Espanha       | 1965   | Pasaporte a Nápoles (1965)               | Conchita Bautista                   | "Qué bueno, qué bueno"                      | 'Que bom, Que bom                          | Espanhol         | SF: - / F: –    | SF: - / F: –    |
| Espanha       | 1966   | Selecção Interna de 1966                 | Raphael                             | "Yo soy aquél"                              | Eu sou aquele                              | Espanhol         | SF: - / F: –    | SF: - / F: –    |
| Espanha       | 1967   | Selecção Interna de 1967                 | Raphael                             | "Hablemos del amor"                         | Falemos do amor                            | Espanhol         | SF: - / F: –    | SF: - / F: –    |
| Espanha       | 1968   | Selecção Interna de 1968                 | Massiel                             | "La, la, la"                                | Lá, lá, lá                                 | Espanhol         | SF: - / F: –    | SF: - / F: –    |
| Espanha       | 1969   | Pasaporte a Madrid (1969)                | Salomé                              | "Vivo cantando"                             | Vivo cantando                              | Espanhol         | SF: - / F: –    | SF: - / F: –    |
| Espanha       | 1970   | Pasaporte a Ámsterdam (1970)             | Julio Iglesias                      | "Gwendolyne"                                | Gwendolyne                                 | Espanhol         | SF: - / F: –    | SF: - / F: –    |
| Espanha       | 1971   | Pasaporte a Dublín (1971)                | Karina                              | "En un mundo nuevo"                         | Num mundo novo                             | Espanhol         | SF: - / F: –    | SF: - / F: –    |
| Espanha       | 1972   | Selecção Interna de 1972                 | Jaime Morey                         | "Amanece"                                   | Amanhece                                   | Espanhol         | SF: - / F: –    | SF: - / F: –    |
| Espanha       | 1973   | Selecção Interna de 1973                 | Mocedades                           | "Eres tú"                                   | Eras tu                                    | Espanhol         | SF: - / F: –    | SF: - / F: –    |
| Espanha       | 1974   | Selecção Interna de 1974                 | Peret                               | "Canta y sé feliz"                          | Canta e sê feliz                           | Espanhol         | SF: - / F: –    | SF: - / F: –    |
| Espanha       | 1975   | Selecção Interna de 1975                 | Sergio y Estíbaliz                  | "Tú volverás"                               | Tu voltarás                                | Espanhol         | SF: - / F: –    | SF: - / F: –    |
| Espanha       | 1976   | Pasaporte a La Haya (1976)               | Braulio                             | "Sobran las palabras"                       | Sobram as palavras                         | Espanhol         | SF: - / F: –    | SF: - / F: –    |
| Espanha       | 1977   | Selecção Interna de 1977                 | Micky                               | "Enséñame a cantar"                         | Ensina-me a cantar                         | Espanhol         | SF: - / F: –    | SF: - / F: –    |
| Espanha       | 1978   | Selecção Interna de 1978                 | José Vélez                          | "Bailemos un vals"                          | Dançemas uma valsa                         | Espanhol         | SF: - / F: –    | SF: - / F: –    |
| Espanha       | 1979   | Selecção Interna de 1979                 | Betty Missiego                      | "Su canción"                                | A sua canção                               | Espanhol         | SF: - / F: –    | SF: - / F: –    |
| Espanha       | 1980   | Selecção Interna de 1980                 | Trigo Limpio                        | "Quédate esta noche"                        | Fica esta noite                            | Espanhol         | SF: - / F: –    | SF: - / F: –    |
| Espanha       | 1981   | Selecção Interna de 1981                 | Bacchelli                           | "Y solo tú"                                 | E só tu                                    | Espanhol         | SF: - / F: –    | SF: - / F: –    |
| Espanha       | 1982   | Selecção Interna de 1982                 | Lucía                               | "Él"                                        | Ela                                        | Espanhol         | SF: - / F: –    | SF: - / F: –    |
| Espanha       | 1983   | Selecção Interna de 1983                 | Remedios Amaya                      | "¿Quién maneja mi barca?"                   | Quem conduz o meu barco?                   | Espanhol         | SF: - / F: –    | SF: - / F: –    |
| Espanha       | 1984   | Selecção Interna de 1984                 | Bravo                               | "Lady, lady"                                | Senhora, senhora                           | Espanhol         | SF: - / F: –    | SF: - / F: –    |
| Espanha       | 1985   | Selecção Interna de 1985                 | Paloma San Basilio                  | "La fiesta termino"                         | A festa acabou                             | Espanhol         | SF: - / F: –    | SF: - / F: –    |
| Espanha       | 1986   | Selecção Interna de 1986                 | Cadillac                            | "Valentino"                                 | Valentim                                   | Espanhol         | SF: - / F: –    | SF: - / F: –    |
| Espanha       | 1987   | Selecção Interna de 1987                 | Patricia Kraus                      | "No estás solo"                             | Não estás sozinho                          | Espanhol         | SF: - / F: –    | SF: - / F: –    |
| Espanha       | 1988   | Selecção Interna de 1988                 | La Década                           | "La chica que yo quiero (Made in Spain)"    | A rapariga que eu quero (Feito em Espanha) | Espanhol         | SF: - / F: –    | SF: - / F: –    |
| Espanha       | 1989   | Selecção Interna de 1989                 | Nina                                | "Nacida para amar"                          | Nascida para amar                          | Espanhol         | SF: - / F: –    | SF: - / F: –    |
| Espanha       | 1990   | Selecção Interna de 1990                 | Azúcar Moreno                       | "Bandido"                                   | Bandido                                    | Espanhol         | SF: - / F: –    | SF: - / F: –    |
| Espanha       | 1991   | Selecção Interna de 1991                 | Sergio Dalma                        | "Bailar pegados"                            | Dançar juntos                              | Espanhol         | SF: - / F: –    | SF: - / F: –    |
| Espanha       | 1992   | Selecção Interna de 1992                 | Serafín Zubiri                      | "Todo esto es la música"                    | Tudo isto é a música                       | Espanhol         | SF: - / F: –    | SF: - / F: –    |
| Espanha       | 1993   | Selecção Interna de 1993                 | Eva Santamaría                      | "Hombres"                                   | Homens                                     | Espanhol         | SF: - / F: –    | SF: - / F: –    |
| Espanha       | 1994   | Selecção Interna de 1994                 | Alejandro Abad                      | "Ella no es ella"                           | Ela não é ela                              | Espanhol         | SF: - / F: –    | SF: - / F: –    |
| Espanha       | 1995   | Selecção Interna de 1995                 | Anabel Conde                        | "Vuelve conmigo"                            | Volta comigo                               | Espanhol         | SF: - / F: –    | SF: - / F: –    |
| Espanha       | 1996   | Selecção Interna de 1996                 | Antonio Carbonell                   | "¡Ay, qué deseo!"                           | Ai, que desejo!                            | Espanhol         | SF: - / F: –    | SF: - / F: –    |
| Espanha       | 1997   | Selecção Interna de 1997                 | Marcos Llunas                       | "Sin rencor"                                | Sem rancor                                 | Espanhol         | SF: - / F: –    | SF: - / F: –    |
| Espanha       | 1998   | Selecção Interna de 1998                 | Mikel Herzog                        | "¿Qué voy a hacer sin ti?"                  | O que é que vou fazer sem ti?              | Espanhol         | SF: - / F: –    | SF: - / F: –    |
| Espanha       | 1999   | Selecção Interna de 1999                 | Lydia                               | "No quiero escuchar"                        | Não quero ouvir                            | Espanhol         | SF: - / F: –    | SF: - / F: –    |
| Espanha       | 2000   | Eurocanción 2000                         | Serafín Zubiri                      | "Colgado de un sueño"                       | Pendurado de um sonho                      | Espanhol         | SF: - / F: –    | SF: - / F: –    |
| Espanha       | 2001   | Eurocanción 2001                         | David Civera                        | "Dile que la quiero"                        | Diz-lhe que a quero                        | Espanhol         | SF: - / F: –    | SF: - / F: –    |
| Espanha       | 2002   | Operación Triunfo 2002                   | Rosa                                | "Europe's Living a Celebration"             | A Europa está a viver uma celebração       | Espanhol, Inglês | SF: - / F: –    | SF: - / F: –    |
| Espanha       | 2003   | Operación Triunfo 2003                   | Beth                                | "Dime"                                      | Diz-me                                     | Espanhol         | SF: - / F: –    | SF: - / F: –    |
| Espanha       | 2004   | Operación Triunfo 2004                   | Ramón                               | "Para llenarme de ti"                       | Para ser sentido por ti                    | Espanhol         | SF: - / F: –    | SF: - / F: –    |
| Espanha       | 2005   | Eurovisión 2005: Elige nuestra canción   | Son de Sol                          | "Brujería"                                  | Bruxaria                                   | Espanhol         | SF: - / F: –    | SF: - / F: –    |
| Espanha       | 2006   | Selecção Interna de 2006                 | Las Ketchup                         | "Un Blodymary"                              | Um Blodymary                               | Espanhol         | SF: - / F: –    | SF: - / F: –    |
| Espanha       | 2007   | Misión Eurovisión 2007                   | D'NASH                              | "I Love You Mi Vida"                        | Eu amo a minha vida                        | Espanhol, Inglês | SF: - / F: –    | SF: - / F: –    |
| Espanha       | 2008   | Salvemos Eurovisión 2008                 | Rodolfo Chikilicuatre               | "Baila el Chiki-chiki"                      | Dança do Chiki-Chiki                       | Espanhol, Inglês | SF: - / F: –    | SF: - / F: –    |
| Espanha       | 2009   | Eurovisión 2009: El retorno              | Soraya                              | "La noche es para mí"                       | A noite é para mim                         | Espanhol, Inglês | SF: - / F: –    | SF: - / F: –    |
| Estónia       | 1994   | Eurolaul 1994                            | Silvi Vrait                         | “Nagu merelaine”                            |                                            |                  | SF: - / F: -    | SF: - / F: -    |
| Estónia       | 1996   | Eurolaul 1996                            | Maarja-Liis Ilus & Ivo Linna        | “Kaelakee hääl”                             |                                            |                  | SF: - / F: -    | SF: - / F: -    |
| Estónia       | 1997   | Eurolaul 1997                            | Maarja                              | “Keelatud maa”                              |                                            |                  | SF: - / F: -    | SF: - / F: -    |
| Estónia       | 1998   | Eurolaul 1998                            | Koit Toome                          | “Mere lapsed”                               |                                            |                  | SF: - / F: -    | SF: - / F: -    |
| Estónia       | 1999   | Eurolaul 1999                            | Evelin Samuel & Camille             | “Diamond of Night”                          |                                            |                  | SF: - / F: -    | SF: - / F: -    |
| Estónia       | 2000   | Eurolaul 2000                            | Ines                                | “Once in a Lifetime”                        |                                            |                  | SF: - / F: -    | SF: - / F: -    |
| Estónia       | 2001   | Eurolaul 2001                            | Tanel Padar & Dave Benton           | “Everybody”                                 |                                            |                  | SF: - / F: -    | SF: - / F: -    |
| Estónia       | 2002   | Eurolaul 2002                            | Sahlene                             | “Runaway”                                   |                                            |                  | SF: - / F: -    | SF: - / F: -    |
| Estónia       | 2003   | Eurolaul 2003                            | Ruffus                              | “Eighties Coming Back”                      |                                            |                  | SF: - / F: -    | SF: - / F: -    |
| Estónia       | 2004   | Eurolaul 2004                            | Neiokõsõ                            | “Tii”                                       |                                            |                  | SF: - / F: -    | SF: - / F: -    |
| Estónia       | 2005   | Eurolaul 2005                            | Suntribe                            | “Let's Get Loud”                            |                                            |                  | SF: - / F: -    | SF: - / F: -    |
| Estónia       | 2006   | Eurolaul 2006                            | Sandra Oxenryd                      | “Through My Window”                         |                                            |                  | SF: - / F: -    | SF: - / F: -    |
| Estónia       | 2007   | Eurolaul 2007                            | Gerli Padar                         | “Partners in Crime”                         |                                            |                  | SF: - / F: -    | SF: - / F: -    |
| Estónia       | 2008   | Eurolaul 2008                            | Kreisiraadio                        | “Leto svet”                                 |                                            |                  | SF: - / F: -    | SF: - / F: -    |
| Estónia       | 2009   | Eesti Laul 2009                          | Urban Symphony                      | "Rändajad"                                  |                                            |                  | SF: - / F: -    | SF: - / F: -    |
| Finlândia     | 1961   | Euroviisut 1961                          | Laila Kinnunen                      | “Valoa ikkunassa”                           |                                            |                  | SF: - / F: -    | SF: - / F: -    |
| Finlândia     | 1962   | Euroviisut 1962                          | Marion Rung                         | “Tipi-tii”                                  |                                            |                  | SF: - / F: -    | SF: - / F: -    |
| Finlândia     | 1963   | Euroviisut 1963                          | Laila Halme                         | “Muistojeni laulu”                          |                                            |                  | SF: - / F: -    | SF: - / F: -    |
| Finlândia     | 1964   | Euroviisut 1964                          | Lasse Mårtenson                     | “Laiskotellen”                              |                                            |                  | SF: - / F: -    | SF: - / F: -    |
| Finlândia     | 1965   | Euroviisut 1965                          | Viktor Klimenko                     | “Aurinko laskee länteen”                    |                                            |                  | SF: - / F: -    | SF: - / F: -    |
| Finlândia     | 1966   | Euroviisut 1966                          | Ann Christine                       | “Playboy”                                   |                                            |                  | SF: - / F: -    | SF: - / F: -    |
| Finlândia     | 1967   | Euroviisut 1967                          | Fredi                               | “Varjoon - suojaan”                         |                                            |                  | SF: - / F: -    | SF: - / F: -    |
| Finlândia     | 1968   | Euroviisut 1968                          | Kristina Hautala                    | “Kun kello käy”                             |                                            |                  | SF: - / F: -    | SF: - / F: -    |
| Finlândia     | 1969   | Euroviisut 1969                          | Jarkko & Laura                      | “Kuin silloin ennen”                        |                                            |                  | SF: - / F: -    | SF: - / F: -    |
| Finlândia     | 1971   | Euroviisut 1971                          | Markku Aro & Koivistolaiset         | “Tie uuteen päivään”                        |                                            |                  | SF: - / F: -    | SF: - / F: -    |
| Finlândia     | 1972   | Euroviisut 1972                          | Päivi Paunu & Kim Floor             | “Muistathan”                                |                                            |                  | SF: - / F: -    | SF: - / F: -    |
| Finlândia     | 1973   | Euroviisut 1973                          | Marion Rung                         | “Tom Tom Tom”                               |                                            |                  | SF: - / F: -    | SF: - / F: -    |
| Finlândia     | 1974   | Euroviisut 1974                          | Carita                              | “Keep Me Warm”                              |                                            |                  | SF: - / F: -    | SF: - / F: -    |
| Finlândia     | 1975   | Euroviisut 1975                          | Pihasoittajat                       | “Old Man Fiddle”                            |                                            |                  | SF: - / F: -    | SF: - / F: -    |
| Finlândia     | 1976   | Euroviisut 1976                          | Fredi & Ystävät                     | “Pump-Pump”                                 |                                            |                  | SF: - / F: -    | SF: - / F: -    |
| Finlândia     | 1977   | Euroviisut 1977                          | Monica Aspelund                     | “Lapponia”                                  |                                            |                  | SF: - / F: -    | SF: - / F: -    |
| Finlândia     | 1978   | Euroviisut 1978                          | Seija Simola                        | “Anna rakkaudelle tilaisuus”                |                                            |                  | SF: - / F: -    | SF: - / F: -    |
| Finlândia     | 1979   | Euroviisut 1979                          | Katri Helena                        | “Katson sineen taivaan”                     |                                            |                  | SF: - / F: -    | SF: - / F: -    |
| Finlândia     | 1980   | Euroviisut 1980                          | Vesa-Matti Loiri                    | “Huilumies”                                 |                                            |                  | SF: - / F: -    | SF: - / F: -    |
| Finlândia     | 1981   | Euroviisut 1981                          | Riki Sorsa                          | “Reggae OK”                                 |                                            |                  | SF: - / F: -    | SF: - / F: -    |
| Finlândia     | 1982   | Euroviisut 1982                          | Kojo                                | “Nuku pommiin”                              |                                            |                  | SF: - / F: -    | SF: - / F: -    |
| Finlândia     | 1983   | Euroviisut 1983                          | Ami Aspelund                        | “Fantasiaa”                                 |                                            |                  | SF: - / F: -    | SF: - / F: -    |
| Finlândia     | 1984   | Euroviisut 1984                          | Kirka                               | “Hengaillaan”                               |                                            |                  | SF: - / F: -    | SF: - / F: -    |
| Finlândia     | 1985   | Euroviisut 1985                          | Sonja Lumme                         | “Eläköön elämä”                             |                                            |                  | SF: - / F: -    | SF: - / F: -    |
| Finlândia     | 1986   | Euroviisut 1986                          | Kari Kuivalainen                    | “Never The End”                             |                                            |                  | SF: - / F: -    | SF: - / F: -    |
| Finlândia     | 1987   | Euroviisut 1987                          | Vicky Rosti & Boulevard             | “Sata salamaa”                              |                                            |                  | SF: - / F: -    | SF: - / F: -    |
| Finlândia     | 1988   | Euroviisut 1988                          | Boulevard                           | “Nauravat silmät muistetaan”                |                                            |                  | SF: - / F: -    | SF: - / F: -    |
| Finlândia     | 1989   | Euroviisut 1989                          | Anneli Saaristo                     | “La dolce vita”                             |                                            |                  | SF: - / F: -    | SF: - / F: -    |
| Finlândia     | 1990   | Euroviisut 1990                          | Beat                                | “Fri?”                                      |                                            |                  | SF: - / F: -    | SF: - / F: -    |
| Finlândia     | 1991   | Euroviisut 1991                          | Kaija Kärkinen                      | “Hullu yö”                                  |                                            |                  | SF: - / F: -    | SF: - / F: -    |
| Finlândia     | 1992   | Euroviisut 1992                          | Pave Maijanen                       | “Yamma, yamma”                              |                                            |                  | SF: - / F: -    | SF: - / F: -    |
| Finlândia     | 1993   | Euroviisut 1993                          | Katri Helena                        | “Tule luo”                                  |                                            |                  | SF: - / F: -    | SF: - / F: -    |
| Finlândia     | 1994   | Euroviisut 1994                          | CatCat                              | “Bye Bye Baby”                              |                                            |                  | SF: - / F: -    | SF: - / F: -    |
| Finlândia     | 1996   | Euroviisut 1996                          | Jasmine                             | “Niin kaunis on taivas”                     |                                            |                  | SF: - / F: -    | SF: - / F: -    |
| Finlândia     | 1998   | Euroviisut 1998                          | Edea                                | “Aava”                                      |                                            |                  | SF: - / F: -    | SF: - / F: -    |
| Finlândia     | 2000   | Euroviisut 2000                          | Nina Åström                         | “A Little Bit”                              |                                            |                  | SF: - / F: -    | SF: - / F: -    |
| Finlândia     | 2002   | Euroviisut 2002                          | Laura                               | “Addicted To You”                           |                                            |                  | SF: - / F: -    | SF: - / F: -    |
| Finlândia     | 2004   | Euroviisut 2004                          | Jari Sillanpää                      | “Takes 2 To Tango”                          |                                            |                  | SF: - / F: -    | SF: - / F: -    |
| Finlândia     | 2005   | Euroviisut 2005                          | Geir Rönning                        | “Why?”                                      |                                            |                  | SF: - / F: -    | SF: - / F: -    |
| Finlândia     | 2006   | Euroviisut 2006                          | Lordi                               | “Hard Rock Hallelujah”                      |                                            |                  | SF: - / F: -    | SF: - / F: -    |
| Finlândia     | 2007   | Euroviisut 2007                          | Hanna Pakarinen                     | “Leave Me Alone”                            |                                            |                  | SF: - / F: -    | SF: - / F: -    |
| Finlândia     | 2008   | Euroviisut 2008                          | Teräsbetoni                         | “Missä miehet ratsastaa”                    |                                            |                  | SF: - / F: -    | SF: - / F: -    |
| Finlândia     | 2009   | Euroviisut 2009                          | Waldo's People                      | “Lose Control”                              |                                            |                  | SF: - / F: -    | SF: - / F: -    |
| França        | 1956   | Selecção Interna 1956                    | Mathé Altéry                        | “Le temps perdu”                            |                                            | Francês          | SF: - / F: –    | SF: - / F: –    |
| França        | 1956   | Selecção Interna 1956                    | Dany Dauberson                      | “Il est là”                                 |                                            | Francês          | SF: - / F: –    | SF: - / F: –    |
| França        | 1957   | Selecção Interna 1957                    | Paule Desjardins                    | “La belle amour”                            |                                            | Francês          | SF: - / F: –    | SF: - / F: –    |
| França        | 1958   | Selecção Interna 1958                    | André Claveau                       | “Dors, mon amour”                           |                                            | Francês          | SF: - / F: –    | SF: - / F: –    |
| França        | 1959   | Selecção Interna 1959                    | Jacques Philippe                    | “Oui, oui, oui, oui”                        |                                            | Francês          | SF: - / F: –    | SF: - / F: –    |
| França        | 1960   | Selecção Interna 1960                    | Jacqueline Boyer                    | “Tom Pillibi”                               |                                            | Francês          | SF: - / F: –    | SF: - / F: –    |
| França        | 1961   | Selecção Interna 1961                    | Jean-Paul Mauric                    | “Printemps, avril carillonne”               |                                            | Francês          | SF: - / F: –    | SF: - / F: –    |
| França        | 1962   | Selecção Interna 1962                    | Isabelle Aubret                     | “Un premier amour”                          |                                            | Francês          | SF: - / F: –    | SF: - / F: –    |
| França        | 1963   | Selecção Interna 1963                    | Alain Barrière                      | “Elle était si jolie”                       |                                            | Francês          | SF: - / F: –    | SF: - / F: –    |
| França        | 1964   | Selecção Interna 1964                    | Rachel                              | “Le chant de Mallory”                       |                                            | Francês          | SF: - / F: –    | SF: - / F: –    |
| França        | 1965   | Selecção Interna 1965                    | Guy Mardel                          | “N'avoue jamais”                            |                                            | Francês          | SF: - / F: –    | SF: - / F: –    |
| França        | 1966   | Selecção Interna 1966                    | Dominique Walter                    | “Chez nous”                                 |                                            | Francês          | SF: - / F: –    | SF: - / F: –    |
| França        | 1967   | Selecção Interna 1967                    | Noëlle Cordier                      | “Il doit faire beau là-bas”                 |                                            | Francês          | SF: - / F: –    | SF: - / F: –    |
| França        | 1968   | Selecção Interna 1968                    | Isabelle Aubret                     | “La source”                                 |                                            | Francês          | SF: - / F: –    | SF: - / F: –    |
| França        | 1969   | Selecção Interna 1969                    | Frida Boccara                       | “Un jour, un enfant”                        |                                            | Francês          | SF: - / F: –    | SF: - / F: –    |
| França        | 1970   | Selecção Interna 1970                    | Guy Bonnet                          | “Marie-Blanche”                             |                                            | Francês          | SF: - / F: –    | SF: - / F: –    |
| França        | 1971   | Selecção Interna 1971                    | Serge Lama                          | “Un jardin sur la terre”                    |                                            | Francês          | SF: - / F: –    | SF: - / F: –    |
| França        | 1972   | Selecção Interna 1972                    | Betty Mars                          | “Comé-comédie”                              |                                            | Francês          | SF: - / F: –    | SF: - / F: –    |
| França        | 1973   | Selecção Interna 1973                    | Martine Clemenceau                  | “Sans toi”                                  |                                            | Francês          | SF: - / F: –    | SF: - / F: –    |
| França        | 1975   | Selecção Interna 1975                    | Nicole Rieu                         | “Et bonjour à toi l'artiste”                |                                            | Francês          | SF: - / F: –    | SF: - / F: –    |
| França        | 1976   | Selecção Interna 1976                    | Catherine Ferry                     | “Un, deux, trois”                           |                                            | Francês          | SF: - / F: –    | SF: - / F: –    |
| França        | 1977   | Selecção Interna 1977                    | Marie Myriam                        | “L'oiseau et l'enfant”                      |                                            | Francês          | SF: - / F: –    | SF: - / F: –    |
| França        | 1978   | Selecção Interna 1978                    | Joël Prévost                        | “Il y aura toujours des violons”            |                                            | Francês          | SF: - / F: –    | SF: - / F: –    |
| França        | 1979   | Selecção Interna 1979                    | Anne-Marie David                    | “Je suis l'enfant soleil”                   |                                            | Francês          | SF: - / F: –    | SF: - / F: –    |
| França        | 1980   | Selecção Interna 1980                    | Profil                              | “Hé, hé M'sieurs dames”                     |                                            | Francês          | SF: - / F: –    | SF: - / F: –    |
| França        | 1981   | Selecção Interna 1981                    | Jean Gabilou                        | “Humanahum”                                 |                                            | Francês          | SF: - / F: –    | SF: - / F: –    |
| França        | 1983   | Selecção Interna 1983                    | Guy Bonnet                          | “Vivre”                                     |                                            | Francês          | SF: - / F: –    | SF: - / F: –    |
| França        | 1984   | Selecção Interna 1984                    | Annick Thoumazeau                   | “Autant d'amoureux que d'étoiles”           |                                            | Francês          | SF: - / F: –    | SF: - / F: –    |
| França        | 1985   | Selecção Interna 1985                    | Roger Bens                          | “Femme dans ses rêves aussi”                |                                            | Francês          | SF: - / F: –    | SF: - / F: –    |
| França        | 1986   | Selecção Interna 1986                    | Cocktail Chic                       | “Européennes”                               |                                            | Francês          | SF: - / F: –    | SF: - / F: –    |
| França        | 1987   | Selecção Interna 1987                    | Christine Minier                    | “Les mots d'amour n'ont pas de dimanche”    |                                            | Francês          | SF: - / F: –    | SF: - / F: –    |
| França        | 1988   | Selecção Interna 1988                    | Gérard Lenorman                     | “Chanteur de charme”                        |                                            | Francês          | SF: - / F: –    | SF: - / F: –    |
| França        | 1989   | Selecção Interna 1989                    | Nathalie Pâque                      | “J'ai volé la vie”                          |                                            | Francês          | SF: - / F: –    | SF: - / F: –    |
| França        | 1990   | Selecção Interna 1990                    | Joëlle Ursull                       | “White and black blues”                     |                                            | Francês          | SF: - / F: –    | SF: - / F: –    |
| França        | 1991   | Selecção Interna 1991                    | Amina                               | “C'est le dernier qui a parlé qui a raison” |                                            | Francês          | SF: - / F: –    | SF: - / F: –    |
| França        | 1992   | Selecção Interna 1992                    | Kali                                | “Monté la riviè”                            |                                            | Francês          | SF: - / F: –    | SF: - / F: –    |
| França        | 1993   | Selecção Interna 1993                    | Patrick Fiori                       | “Mama Corsica”                              |                                            | Francês          | SF: - / F: –    | SF: - / F: –    |
| França        | 1994   | Selecção Interna 1994                    | Nina Morato                         | “Je suis un vrai garçon”                    |                                            | Francês          | SF: - / F: –    | SF: - / F: –    |
| França        | 1995   | Selecção Interna 1995                    | Nathalie Santamaria                 | “Il me donne rendez-vous”                   |                                            | Francês          | SF: - / F: –    | SF: - / F: –    |
| França        | 1996   | Selecção Interna 1996                    | Dan Ar Braz & l'Héritage des Celtes | “Diwanit Bugale”                            |                                            | Francês          | SF: - / F: –    | SF: - / F: –    |
| França        | 1997   | Selecção Interna 1997                    | Fanny                               | “Sentiments songes”                         |                                            | Francês          | SF: - / F: –    | SF: - / F: –    |
| França        | 1998   | Selecção Interna 1998                    | Marie Line                          | “Où aller”                                  |                                            | Francês          | SF: - / F: –    | SF: - / F: –    |
| França        | 1999   | Selecção Interna 1999                    | Nayah                               | “Je veux donner ma voix”                    |                                            | Francês          | SF: - / F: –    | SF: - / F: –    |
| França        | 2000   | Selecção Interna 2000                    | Sofia Mestari                       | “On aura le ciel”                           |                                            | Francês          | SF: - / F: –    | SF: - / F: –    |
| França        | 2001   | Selecção Interna 2001                    | Natasha St-Pier                     | “Je n'ai que mon âme”                       |                                            | Francês          | SF: - / F: –    | SF: - / F: –    |
| França        | 2002   | Selecção Interna 2002                    | Sandrine François                   | “Il faut du temps”                          |                                            | Francês          | SF: - / F: –    | SF: - / F: –    |
| França        | 2003   | Selecção Interna 2003                    | Louisa Baïleche                     | “Monts et merveilles”                       |                                            | Francês          | SF: - / F: –    | SF: - / F: –    |
| França        | 2004   | Selecção Interna 2004                    | Jonatan Cerrada                     | “À chaque pas”                              |                                            | Francês          | SF: - / F: –    | SF: - / F: –    |
| França        | 2005   | Selecção Interna 2005                    | Ortal                               | “Chacun pense à soi”                        |                                            | Francês          | SF: - / F: –    | SF: - / F: –    |
| França        | 2006   | Selecção Interna 2006                    | Virginie Pouchain                   | “Il était temps”                            |                                            | Francês          | SF: - / F: –    | SF: - / F: –    |
| França        | 2007   | Selecção Interna 2007                    | Les Fatals Picards                  | “L'amour à la française”                    |                                            | Francês          | SF: - / F: –    | SF: - / F: –    |
| França        | 2008   | Selecção Interna 2008                    | Sébastien Tellier                   | “Divine”                                    |                                            | Francês, Inglês  | SF: - / F: –    | SF: - / F: –    |
| França        | 2009   | Selecção Interna 2009                    | Patricia Kaas                       | “Et s'il fallait le faire”                  |                                            | Francês          | SF: - / F: –    | SF: - / F: –    |
| Grécia        | 1974   | Final Nacional de 1974                   | Marinella                           | “Krasi, Thalassa Kai T' Agori Mou”          |                                            |                  | SF: - / F: -    | SF: - / F: -    |
| Grécia        | 1976   | Final Nacional de 1976                   | Mariza Koch                         | “Panayia Mou, Panayia Mou”                  |                                            |                  | SF: - / F: -    | SF: - / F: -    |
| Grécia        | 1977   | Final Nacional de 1977                   | Paschalis, Marianna, Robert & Bessy | “Mathima Solfege”                           |                                            |                  | SF: - / F: -    | SF: - / F: -    |
| Grécia        | 1978   | Final Nacional de 1978                   | Tania Tsanaklidou                   | “Charlie Chaplin (Τσάρλυ Τσάπλιν)”          |                                            |                  | SF: - / F: -    | SF: - / F: -    |
| Grécia        | 1979   | Final Nacional de 1979                   | Elpida                              | “Sokrati (Σωκράτη)”                         |                                            |                  | SF: - / F: -    | SF: - / F: -    |
| Grécia        | 1980   | Final Nacional de 1980                   | Anna Vissi                          | “Autostop (Ωτοστόπ)”                        |                                            |                  | SF: - / F: -    | SF: - / F: -    |
| Grécia        | 1981   | Final Nacional de 1981                   | Yiannis Dimitras                    | “Feggari Kalokerino (Φεγγάρι καλοκαιρινό)”  |                                            |                  | SF: - / F: -    | SF: - / F: -    |
| Grécia        | 1983   | Final Nacional de 1983                   | Kristie Stassinopoulou              | “Mou Les (Μου λες)”                         |                                            |                  | SF: - / F: -    | SF: - / F: -    |
| Grécia        | 1985   | Final Nacional de 1985                   | Takis Biniaris                      | “Miazoume (Μοιάζουμε)”                      |                                            |                  | SF: - / F: -    | SF: - / F: -    |
| Grécia        | 1987   | Final Nacional de 1987                   | Bang                                | “Stop (Στοπ)”                               |                                            |                  | SF: - / F: -    | SF: - / F: -    |
| Grécia        | 1988   | Final Nacional de 1988                   | Afroditi Frida                      | “Clown (Κλόουν)”                            |                                            |                  | SF: - / F: -    | SF: - / F: -    |
| Grécia        | 1989   | Final Nacional de 1989                   | Mariana Efstratiou                  | “To diko sou asteri (Το δικό σου αστέρι)”   |                                            |                  | SF: - / F: -    | SF: - / F: -    |
| Grécia        | 1990   | Final Nacional de 1990                   | Christos Callow & Wave              | “Horis Skopo (Χωρίς σκοπό)”                 |                                            |                  | SF: - / F: -    | SF: - / F: -    |
| Grécia        | 1991   | Final Nacional de 1991                   | Sophia Vossou                       | “I Anixi (Η άνοιξη)”                        |                                            |                  | SF: - / F: -    | SF: - / F: -    |
| Grécia        | 1992   | Final Nacional de 1992                   | Kleopatra                           | “Olou Tou Kosmou I Elpida”                  |                                            |                  | SF: - / F: -    | SF: - / F: -    |
| Grécia        | 1993   | Final Nacional de 1993                   | Katerina Garbi                      | “Ellada, Chora Tou Fotos”                   |                                            |                  | SF: - / F: -    | SF: - / F: -    |
| Grécia        | 1994   | Final Nacional de 1994                   | Kostas Bigalis                      | “To Trehandiri (Το τρεχαντήρι)”             |                                            |                  | SF: - / F: -    | SF: - / F: -    |
| Grécia        | 1995   | Final Nacional de 1995                   | Elina Konstantopoulou               | “Pia Prosefhi (Ποια προσευχή)”              |                                            |                  | SF: - / F: -    | SF: - / F: -    |
| Grécia        | 1996   | Final Nacional de 1996                   | Mariana Efstratiou                  | “Emeis Forame to Himona Anixiatika”         |                                            |                  | SF: - / F: -    | SF: - / F: -    |
| Grécia        | 1997   | Final Nacional de 1997                   | Marianna Zorba                      | “Horepse (Χόρεψε)”                          |                                            |                  | SF: - / F: -    | SF: - / F: -    |
| Grécia        | 1998   | Final Nacional de 1998                   | Thalassa                            | “Mia Krifi Evesthisia”                      |                                            |                  | SF: - / F: -    | SF: - / F: -    |
| Grécia        | 2001   | Final Nacional de 2001                   | Antique                             | “Die For You”                               |                                            |                  | SF: - / F: -    | SF: - / F: -    |
| Grécia        | 2002   | Final Nacional de 2002                   | Michalis Rakintzis                  | “S.A.G.A.P.O.”                              |                                            |                  | SF: - / F: -    | SF: - / F: -    |
| Grécia        | 2003   | Final Nacional de 2003                   | Mando                               | “Never Let You Go”                          |                                            |                  | SF: - / F: -    | SF: - / F: -    |
| Grécia        | 2004   | Final Nacional de 2004                   | Sakis Rouvas                        | “Shake It”                                  |                                            |                  | SF: - / F: -    | SF: - / F: -    |
| Grécia        | 2005   | Final Nacional de 2005                   | Helena Paparizou                    | “My Number One”                             |                                            |                  | SF: - / F: -    | SF: - / F: -    |
| Grécia        | 2006   | Final Nacional de 2006                   | Anna Vissi                          | “Everything”                                |                                            |                  | SF: - / F: -    | SF: - / F: -    |
| Grécia        | 2007   | Final Nacional de 2007                   | Sarbel                              | “Yassou Maria”                              |                                            |                  | SF: - / F: -    | SF: - / F: -    |
| Grécia        | 2008   | Final Nacional de 2008                   | Kalomira                            | “Secret Combination”                        |                                            |                  | SF: - / F: -    | SF: - / F: -    |
| Grécia        | 2009   | Final Nacional de 2009                   | Sakis Rouvas                        | “This Is Our Night”                         |                                            |                  | SF: - / F: -    | SF: - / F: -    |
| Geórgia       | 2007   | Final Nacional de 2007                   | Sopho Khalvashi                     | “Visionary Dream”                           | Sonho Visionário                           | Inglês           | SF- 97 / F- 123 | SF- 8º / F- 12º |
| Geórgia       | 2008   | Final Nacional de 2008                   | Diana Gurtskaya                     | “Peace Will Come”                           | A Paz virá                                 | Inglês           | SF- 83 / F- 107 | SF- 5º / F- 11º |
| Geórgia       | 2009   | Final Nacional de 2009                   | Stefane & 3G                        | “We Don't Wanna Put In”                     | Nós não queremos pôr                       | Inglês           | Desistiu        | Desistiu        |
| Países Baixos | 1956   | Nationaal Songfestival 1956              | Jetty Paerl                         | “De vogels van Holland”                     |                                            |                  | SF: - / F: -    |                 |
| Países Baixos | 1956   | Nationaal Songfestival 1956              | Corry Brokken                       | SF: - / F: - “Voorgoed voorbij”             |                                            |                  | SF: - / F: -    | SF: - / F: -    |
| Países Baixos | 1957   | Nationaal Songfestival 1957              | Corry Brokken                       | “Net als toen”                              |                                            |                  | SF: - / F: -    | SF: - / F: -    |
| Países Baixos | 1958   | Nationaal Songfestival 1958              | Corry Brokken                       | “Heel de wereld”                            |                                            |                  | SF: - / F: -    | SF: - / F: -    |
| Países Baixos | 1959   | Nationaal Songfestival 1959              | Teddy Scholten                      | “Een beetje”                                |                                            |                  | SF: - / F: -    | SF: - / F: -    |
| Países Baixos | 1960   | Nationaal Songfestival 1960              | Rudi Carrell                        | “Wat een geluk”                             |                                            |                  | SF: - / F: -    | SF: - / F: -    |
| Países Baixos | 1961   | Nationaal Songfestival 1961              | Greetje Kauffeld                    | “Wat een dag”                               |                                            |                  | SF: - / F: -    | SF: - / F: -    |
| Países Baixos | 1962   | Nationaal Songfestival 1962              | De Spelbrekers                      | “Katinka”                                   |                                            |                  | SF: - / F: -    | SF: - / F: -    |
| Países Baixos | 1963   | Nationaal Songfestival 1963              | Annie Palmen                        | “Een speeldoos”                             |                                            |                  | SF: - / F: -    | SF: - / F: -    |
| Países Baixos | 1964   | Nationaal Songfestival 1964              | Anneke Grönloh                      | “Jij bent mijn leven”                       |                                            |                  | SF: - / F: -    | SF: - / F: -    |
| Países Baixos | 1965   | Nationaal Songfestival 1965              | Conny Vandenbos                     | “'t Is genoeg”                              |                                            |                  | SF: - / F: -    | SF: - / F: -    |
| Países Baixos | 1966   | Nationaal Songfestival 1966              | Milly Scott                         | “Fernando en Filippo”                       |                                            |                  | SF: - / F: -    | SF: - / F: -    |
| Países Baixos | 1967   | Nationaal Songfestival 1967              | Thérèse Steinmetz                   | “Ring-dinge-ding”                           |                                            |                  | SF: - / F: -    | SF: - / F: -    |
| Países Baixos | 1968   | Nationaal Songfestival 1968              | Ronnie Tober                        | “Morgen”                                    |                                            |                  | SF: - / F: -    | SF: - / F: -    |
| Países Baixos | 1969   | Nationaal Songfestival 1969              | Lenny Kuhr                          | “De troubadour”                             |                                            |                  | SF: - / F: -    | SF: - / F: -    |
| Países Baixos | 1970   | Nationaal Songfestival 1970              | Hearts of Soul                      | “Waterman”                                  |                                            |                  | SF: - / F: -    | SF: - / F: -    |
| Países Baixos | 1971   | Nationaal Songfestival 1971              | Saskia & Serge                      | “Tijd”                                      |                                            |                  | SF: - / F: -    | SF: - / F: -    |
| Países Baixos | 1972   | Nationaal Songfestival 1972              | Sandra & Andres                     | “Als het om de liefde gaat”                 |                                            |                  | SF: - / F: -    | SF: - / F: -    |
| Países Baixos | 1973   | Nationaal Songfestival 1973              | Ben Cramer                          | “De oude muzikant”                          |                                            |                  | SF: - / F: -    | SF: - / F: -    |
| Países Baixos | 1974   | Nationaal Songfestival 1974              | Mouth & MacNeal                     | “I See A Star”                              |                                            |                  | SF: - / F: -    | SF: - / F: -    |
| Países Baixos | 1975   | Nationaal Songfestival 1975              | Teach-In                            | “Ding-A-Dong”                               |                                            |                  | SF: - / F: -    | SF: - / F: -    |
| Países Baixos | 1976   | Nationaal Songfestival 1976              | Sandra Reemer                       | “The Party's Over”                          |                                            |                  | SF: - / F: -    | SF: - / F: -    |
| Países Baixos | 1977   | Nationaal Songfestival 1977              | Heddy Lester                        | “De mallemolen”                             |                                            |                  | SF: - / F: -    | SF: - / F: -    |
| Países Baixos | 1978   | Nationaal Songfestival 1978              | Harmony                             | “'t Is OK”                                  |                                            |                  | SF: - / F: -    | SF: - / F: -    |
| Países Baixos | 1979   | Nationaal Songfestival 1979              | Sandra Reemer                       | “Colorado”                                  |                                            |                  | SF: - / F: -    | SF: - / F: -    |
| Países Baixos | 1980   | Nationaal Songfestival 1980              | Maggie MacNeal                      | “Amsterdam”                                 |                                            |                  | SF: - / F: -    | SF: - / F: -    |
| Países Baixos | 1981   | Nationaal Songfestival 1981              | Linda Williams                      | “Het is een wonder”                         |                                            |                  | SF: - / F: -    | SF: - / F: -    |
| Países Baixos | 1982   | Nationaal Songfestival 1982              | Bill van Dijk                       | “Jij en ik”                                 |                                            |                  | SF: - / F: -    | SF: - / F: -    |
| Países Baixos | 1983   | Nationaal Songfestival 1983              | Bernadette                          | “Sing Me a Song”                            |                                            |                  | SF: - / F: -    | SF: - / F: -    |
| Países Baixos | 1984   | Nationaal Songfestival 1984              | Maribelle                           | “Ik hou van jou”                            |                                            |                  | SF: - / F: -    | SF: - / F: -    |
| Países Baixos | 1986   | Nationaal Songfestival 1986              | Frizzle Sizzle                      | “Alles heeft ritme”                         |                                            |                  | SF: - / F: -    | SF: - / F: -    |
| Países Baixos | 1987   | Nationaal Songfestival 1987              | Marcha                              | “Rechtop in de wind”                        |                                            |                  | SF: - / F: -    | SF: - / F: -    |
| Países Baixos | 1988   | Nationaal Songfestival 1988              | Gerard Joling                       | “Shangri-La”                                |                                            |                  | SF: - / F: -    | SF: - / F: -    |
| Países Baixos | 1989   | Nationaal Songfestival 1989              | Justine Pelmelay                    | “Blijf zoals je bent”                       |                                            |                  | SF: - / F: -    | SF: - / F: -    |
| Países Baixos | 1990   | Nationaal Songfestival 1990              | Maywood                             | “Ik wil alles met je delen”                 |                                            |                  | SF: - / F: -    | SF: - / F: -    |
| Países Baixos | 1992   | Nationaal Songfestival 1992              | Humphrey Campbell                   | “Wijs me de weg”                            |                                            |                  | SF: - / F: -    | SF: - / F: -    |
| Países Baixos | 1993   | Nationaal Songfestival 1993              | Ruth Jacott                         | “Vrede”                                     |                                            |                  | SF: - / F: -    | SF: - / F: -    |
| Países Baixos | 1994   | Nationaal Songfestival 1994              | Willeke Alberti                     | “Waar is de zon?”                           |                                            |                  | SF: - / F: -    | SF: - / F: -    |
| Países Baixos | 1996   | Nationaal Songfestival 1996              | Maxine & Franklin Brown             | “De eerste keer”                            |                                            |                  | SF: - / F: -    | SF: - / F: -    |
| Países Baixos | 1997   | Nationaal Songfestival 1997              | Mrs. Einstein                       | “Niemand heeft nog tijd”                    |                                            |                  | SF: - / F: -    | SF: - / F: -    |
| Países Baixos | 1998   | Nationaal Songfestival 1998              | Edsilia Rombley                     | “Hemel en aarde”                            |                                            |                  | SF: - / F: -    | SF: - / F: -    |
| Países Baixos | 1999   | Nationaal Songfestival 1999              | Marlayne                            | “One Good Reason”                           |                                            |                  | SF: - / F: -    | SF: - / F: -    |
| Países Baixos | 2000   | Nationaal Songfestival 2000              | Linda Wagenmakers                   | “No Goodbyes”                               |                                            |                  | SF: - / F: -    | SF: - / F: -    |
| Países Baixos | 2001   | Nationaal Songfestival 2001              | Michelle                            | “Out On My Own”                             |                                            |                  | SF: - / F: -    | SF: - / F: -    |
| Países Baixos | 2003   | Nationaal Songfestival 2003              | Esther Hart                         | “One More Night”                            |                                            |                  | SF: - / F: -    | SF: - / F: -    |
| Países Baixos | 2004   | Nationaal Songfestival 2004              | Re-union                            | “Without You”                               |                                            |                  | SF: - / F: -    | SF: - / F: -    |
| Países Baixos | 2005   | Nationaal Songfestival 2005              | Glennis Grace                       | “My Impossible Dream”                       |                                            |                  | SF: - / F: -    | SF: - / F: -    |
| Países Baixos | 2006   | Nationaal Songfestival 2006              | Treble                              | “Amambanda”                                 |                                            |                  | SF: - / F: -    | SF: - / F: -    |
| Países Baixos | 2007   | Nationaal Songfestival 2007              | Edsilia Rombley                     | “On Top of the World”                       |                                            |                  | SF: - / F: -    | SF: - / F: -    |
| Países Baixos | 2008   | Nationaal Songfestival 2008              | Hind                                | “Your Heart Belongs to Me”                  |                                            |                  | SF: - / F: -    | SF: - / F: -    |
| Países Baixos | 2009   | Nationaal Songfestival 2009              | De Toppers                          | “Shine”                                     |                                            |                  | SF: - / F: -    | SF: - / F: -    |
| Hungria       | 1994   | Final Nacional de 1994                   | Friderika Bayer                     | “Kinek mondjam el vétkeimet?”               |                                            |                  | SF: - / F: -    | SF: - / F: -    |
| Hungria       | 1995   | Final Nacional de 1995                   | Csaba Szigeti                       | “Új név a régi ház falán”                   |                                            |                  | SF: - / F: -    | SF: - / F: -    |
| Hungria       | 1997   | Final Nacional de 1997                   | V.I.P.                              | “Miért kell, hogy elmenj?”                  |                                            |                  | SF: - / F: -    | SF: - / F: -    |
| Hungria       | 1998   | Final Nacional de 1998                   | Charlie                             | “A holnap már nem lesz szomorú”             |                                            |                  | SF: - / F: -    | SF: - / F: -    |
| Hungria       | 2005   | Final Nacional de 2005                   | NOX                                 | “Forogj, világ!”                            |                                            |                  | SF: - / F: -    | SF: - / F: -    |
| Hungria       | 2007   | Final Nacional de 2007                   | Magdi Rúzsa                         | “Unsubstantial Blues”                       |                                            |                  | SF: - / F: -    | SF: - / F: -    |
| Hungria       | 2008   | Final Nacional de 2008                   | Csézy                               | “Candlelight”                               |                                            |                  | SF: - / F: -    | SF: - / F: -    |
| Hungria       | 2009   | Selecção Interna de 2009                 | Zoli Ádok                           | “Dance with Me”                             |                                            |                  | SF: - / F: -    | SF: - / F: -    |